# Pył kosmiczny

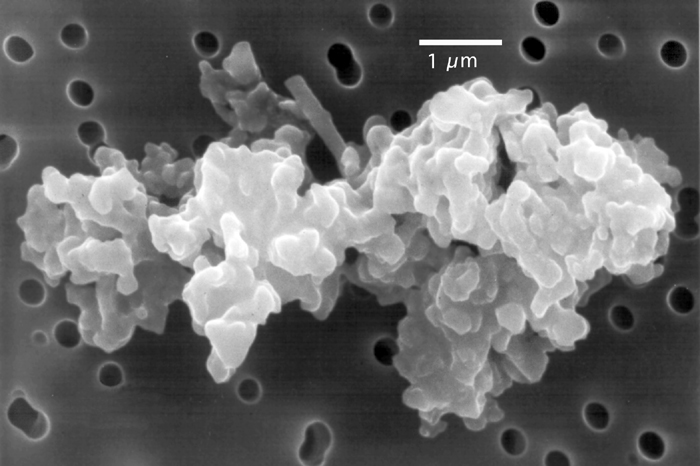
Porowaty chondryt – drobina pyłu międzyplanetarnego

Pył kosmiczny – materia wypełniająca przestrzeń kosmiczną złożona z cząstek o wielkości od kilku atomów do 0,1 μm średnicy.
Zależnie od jego lokalizacji astronomicznej wyróżnia się między innymi pył międzygalaktyczny, pył międzygwiazdowy, pył okołoplanetarny, pył międzyplanetarny, chmury pyłowe wokół innych gwiazd, czy większość międzyplanetarnych składników pyłowych (tzw. międzyplanetarne obłoki pyłowe albo zespół pyłu zodiakalnego) złożonych w Układzie Słonecznym głównie z pyłu komet i pyłu planetoid, a w mniejszym stopniu z pyłu pasa Kuipera, pyłu międzygwiazdowego przechodzącego przez Układ Słoneczny oraz beta-meteoroid. Z tej kategorii należy oddzielić pył gwiezdny, którego cząstki są trudnotopliwymi materiałami, które od czasu schłodzenia po wyrzuceniu z gwiazdy pozostały w niezmienionej formie. Średnia gęstość pyłu kosmicznego w Bąblu lokalnym wynosi 10-6 cząstek pyłu/m3 przy średniej masie każdej cząstki wynoszącej 10-17kg.

## Znaczenie i badania
Pył kosmiczny był niegdyś utrapieniem astronomów, ponieważ przesłaniał obiekty, które oni pragnęli obserwować. Kiedy rozwinięto techniki obserwacji w podczerwieni, zorientowano się, że cząstki pyłu kosmicznego stanowią znaczny i decydujący składnik procesów astrofizycznych. Pył może np. odpowiadać za utratę masy gwiazd, które zbliżają się do końca swego istnienia, odgrywać rolę we wczesnych etapach formowania się gwiazd, czy planet. W Układzie Słonecznym pył odgrywa główną rolę w powstawaniu światła zodiakalnego, tworzeniu „szprych” pierścienia B Saturna, zewnętrznych rozproszonych pierścieni planetarnych wokół Jowisza, Saturna, Urana i Neptuna oraz tworzeniu komet.

## Metody detekcji
Pył kosmiczny jest wykrywany metodami pośrednimi wykorzystującymi to że pochłaniania on, rozprasza i emituje promieniowanie elektromagnetyczne tak jak ciała stałe, które różni się znacznie od pochłaniania i emisji swobodnych jonów, atomów i cząsteczek.
Najdokładniej bada się go jednak przez metody bezpośrednie, polegające na zbieraniu pyłu kosmicznego w różnych lokalizacjach różnymi metodami. Atmosfera ziemska jest codziennie bombardowana ogromną ilością materii z kosmosu (według różnych szacunków od 5 do 3000 ton).
Najpopularniejszą jest zbieranie pyłu kosmicznego na dużych i niezamieszkałych obszarach terenów arktycznych jak Antarktyka i Grenlandia bądź z głębin morskich. Inną metodą zbioru do badań bezpośrednich jest zbieranie ich wprost z atmosfery przy pomocy kolektorów przymocowanych do skrzydeł samolotów latających w stratosferze. Pierwszym naukowcem, który udowodnił pozaziemskie pochodzenie niektórych cząstek na ziemi pod koniec lat 70 XX wieku, był Don Brownlee. Inną metodą jest badanie meteorytów, w nich oprócz pyłu kosmicznego znajdują się drobiny pyłu gwiezdnego, czyli lite cząstki z okresu presolarnego, które zostały wyrzucone bezpośrednio z gwiazd. Pył gwiezdny łatwo rozróżnić ze względu na jego silnie izotopiczną konstrukcję, z tego powodu pył gwiezdny nie miesza się z resztą materii, w tym pyłem kosmicznym.

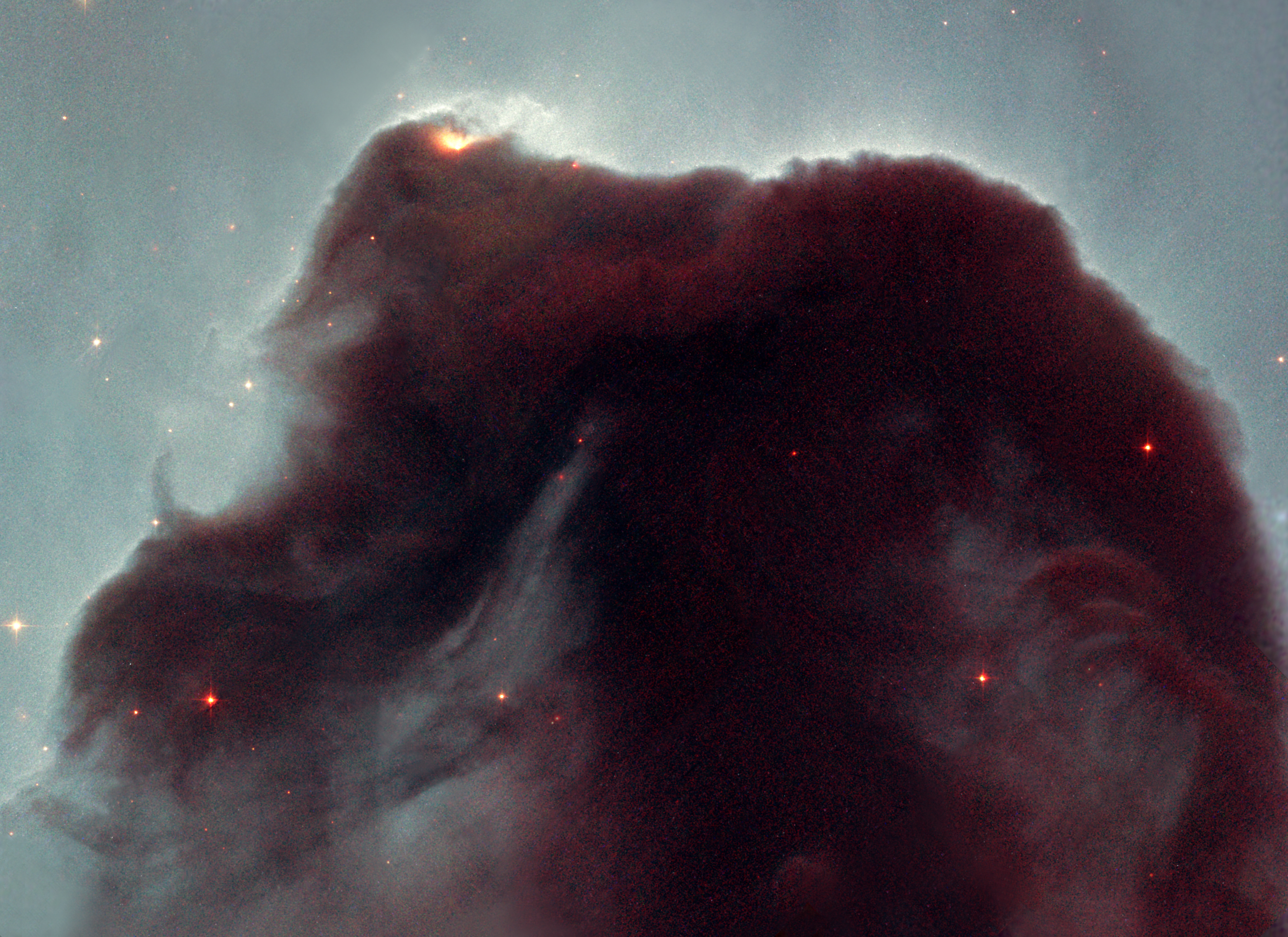
Pył kosmiczny – mgławica Końskiego Łba widziana z teleskopu Hubble’a

Jest też badany dzięki obserwacjom światła zodiakalnego.
Największym problemem jest duża prędkość cząsteczek pyłu kosmicznego (10–40 km/s), dlatego przez długi czas badania bezpośrednie ('in-situ') opierały się na pomiarze prędkości i masy cząsteczki w oparciu o dane uderzenia cząsteczki o miernik, a następnie odtwarzania tego samego wyniku poprzez bombardowanie identycznego miernika w laboratorium różnymi substancjami – aż do uzyskania podobnego efektu. W miarę postępu technicznego zaczęto stosować coraz bardziej wyrafinowane metody pomiaru, jak badanie fal dźwiękowych, jonizacja cząstki. Najnowszym osiągnięciem jest próbnik z sondy Stardust; zawiera on gęsty żel, który łapie pył gwiezdny, nie uszkadzając go, i dając naukowcom możliwość zbadania go w stanie nienaruszonym.
Dzięki teleskopom na podczerwień, których promieniowanie przenika przez pył kosmiczny, można obserwować regiony, w których formują się gwiazdy bądź centra galaktyk. 25 września 2003 z przylądka Canaveral NASA wystrzeliło teleskop Spitzera, największy teleskop na podczerwień wystrzelony w przestrzeń kosmiczną. Większość promieniowania podczerwonego jest blokowana przez atmosferę ziemską dlatego zdecydowano się na jego użycie. Dzięki jego misji ożywiła się dyskusja na temat pyłu kosmicznego, w ostatnim raporcie naukowcy zajmujący się opracowywaniem wyników misji przedstawili dowody na to, że pył kosmiczny może pochodzić z czarnych dziur.
Kolejną metodą wykrywania jest polarymetria, drobinki pyłu rzadko są sferyczne i układają się wzdłuż pól magnetycznych gwiazd polaryzując tym samym światło tych gwiazd. W okolicznej przestrzeni międzygwiezdnej, gdzie instrumenty nie są na tyle czułe, używa się polarymetrii, aby „oczyścić” dane.